# Тумачење снова
Тумачење снова је психоаналитичка процедура којом се анализирају снови у сврху бољег разумевања подсвесних и несвесних механизама који утичу на понашање појединца. Због „цензуре сна” и необичних симболичних појава кроз векове, постоје гледишта да се сложене појаве, посредством сна, могу симболично испољити. Због сложености интерпретације неопходна је посебна обука за тумачење снова. По Фројду, разумевање симболике снова је „царски пут” у несвесно.